# Équipe cycliste Supergiros-Alcaldía de Manizales
L'équipe cycliste Supergiros est une équipe cycliste colombienne, créée en 2010 et ayant eu le statut d'équipe continentale en 2020. La formation cesse son activité pour la saison 2024.

## Histoire de l'équipe
Début 2019, le maire de Manizales, José Octavio Cardona León, annonce l'arrivée de la municipalité (en espagnol : alcaldía) comme co-sponsor de la formation SuperGIROS, avec le soutien des entreprises EMAS Manizales et Aguas de Manizales.
À l'occasion des XXII Juegos Deportivos Nacionales, la formation Supergiros-Alcaldía de Manizales est annoncée comme absente des pelotons colombiens pour la saison 2024, avec la volonté de se restructurer pour repartir en 2025.

## Principales victoires

### Courses par étapes
- Vuelta a Chiriquí : 2018 (Didier Chaparro)
- Tour de Colombie : 2016 (Mauricio Ortega)

## Equipo Continental Supergiros en 2020[3]
| Cycliste            | Date de naissance | Nationalité | Équipe 2019                      |  |
| ------------------- | ----------------- | ----------- | -------------------------------- |  |
| Rubén Dario Acosta  | 20 août 1996      | Colombie    | Nippo-Vini Fantini-Faizanè       |  |
| Juan José Amador    | 20 avril 1998     | Colombie    | Manzana Postobon                 |  |
| Duvan Atapuma       | 1er avril 1997    | Colombie    |                                  |  |
| Juan Manuel Barboza | 27 septembre 2000 | Colombie    |                                  |  |
| Edwin Carvajal      | 6 mars 1983       | Colombie    | EPM                              |  |
| Yuber Contreras     | 3 juillet 1994    | Colombie    |                                  |  |
| Bryan Gómez         | 19 novembre 1994  | Colombie    | Manzana Postobon                 |  |
| Javier González     | 13 décembre 1995  | Colombie    | Coldeportes Bicicletas Strongman |  |
| Leison Maca         | 29 juin 1998      | Colombie    |                                  |  |
| Walter Pedraza      | 27 novembre 1981  | Colombie    | GW-Shimano                       |  |
| Yeison Rincón       | 18 août 1997      | Colombie    |                                  |  |
| Óscar Sánchez       | 14 mai 1985       | Colombie    | Canel's-Specialized              |  |
| Bernardo Suaza      | 28 novembre 1992  | Colombie    | Manzana Postobon                 |  |
| Jordan Tabares      | 23 juillet 1996   | Colombie    |                                  |  |